# سیگیتا استرچن
سیگیتا استرچن (انگلیسی: Sigita Strečen؛ زادهٔ ۲۴ سپتامبر ۱۹۵۸) بازیکن هندبال لیتوانیایی‌تبار اهل شوروی بود.